# Euselasia leucorrhoa
Euselasia leucorrhoa är en fjärilsart som beskrevs av Frederick DuCane Godman och Osbert Salvin 1878. Euselasia leucorrhoa ingår i släktet Euselasia och familjen Riodinidae. Inga underarter finns listade i Catalogue of Life.